# 1104
1104(천백사)는 1103보다 크고 1105보다 작은 자연수다.

## 수학
- 합성수로, 그 약수는 총 20개다. (1, 2, 3, 4, 6, 8, 12, 16, 23, 24, 46, 48, 69, 92, 138, 184, 276, 368, 552, 1104)
  - 1104의 진약수의 합은 1872이므로, 1104는 과잉수다.
- {\displaystyle 1104=24\times 46}
  - 연속하는 두 구각수의 곱으로 나타낼 수 있는 수다. 이 성질을 지닌 앞의 수는 216, 다음 수는 3450이다.
- {\displaystyle 1104=10^{2}+14^{2}+18^{2}+22^{2}}
  - 공차가 4인 네 자연수의 제곱합으로 나타낼 수 있는 수다. 이 성질을 지닌 앞의 수는 980, 다음 수는 1236이다.
- {\displaystyle 1104=2^{2}+10^{2}+18^{2}+26^{2}}
  - 공차가 8인 네 자연수의 제곱합으로 나타낼 수 있는 수다. 이 성질을 지닌 앞의 수는 996, 다음 수는 1220이다.
- {\displaystyle 1104=2^{10}+3^{4}-1}
- {\displaystyle 47^{2}-1}은 1104로 나누어떨어진다.

## 과학
- NGC 1104: 고래자리 방향에 있는 나선은하.
- 1104 시링가(영어판): 소행성.

## 군사
- LST-1104(영어판): 제2차 세계 대전에 사용된 미국의 전차상륙함.
- U-1104(영어판, 독일어판): 제2차 세계 대전에 사용된 나치 독일의 군용 잠수함.

## 문화유산
- 대한민국의 보물 제1104호: 지장보살본원경

## 방송
- Pogo 1104(영어판, 독일어판): 독일의 방송 프로그램.

## 기타
- 날짜: 11월 4일
- 연도: 1104년, 기원전 1104년

## 같이 보기
- 1000